# Tymofij Myłowanow
Tymofij Serhijowycz Myłowanow, ukr. Тимофій Сергійович Милованов (ur. 15 marca 1975 w Kijowie) – ukraiński ekonomista, nauczyciel akademicki i urzędnik państwowy, w latach 2016–2019 wiceprezes Narodowego Banku Ukrainy, od 2019 do 2020 minister rozwoju gospodarczego, handlu i rolnictwa.

## Życiorys
Absolwent zarządzania w Kijowskim Instytucie Politechnicznym (1997) oraz teorii ekonomii na Uniwersytecie Narodowym „Akademia Kijowsko-Mohylańska” (1999). Doktoryzował się z ekonomii w 2004 na Uniwersytecie Wisconsin w Madison. Pracował jako nauczyciel akademicki, m.in. na Uniwersytecie w Bonn, Uniwersytecie Pensylwanii i Uniwersytecie Pittsburskim. Specjalista w zakresie teorii gier i teorii kontraktów. Współtworzył VoxUkraine, platformę analityczną zajmującą się zagadnieniami ekonomicznymi.
W lipcu 2016 powołany w skład zarządu Narodowego Banku Ukrainy. W październiku tegoż roku został wiceprezesem ukraińskiego banku centralnego. W sierpniu 2019 objął stanowisko ministra rozwoju gospodarczego, handlu i rolnictwa w rządzie Ołeksija Honczaruka. Zakończył urzędowanie wraz z całym gabinetem w marcu 2020.